# Elegistis
Elegistis é um gênero de mariposa pertencente à família Acrolophidae.